# Puriana variabilis
Puriana variabilis is een mosselkreeftjessoort uit de familie van de Hemicytheridae. De wetenschappelijke naam van de soort is voor het eerst geldig gepubliceerd in 1985 door Chukewiski & Purper.